# Hashim Jalilul Alam Aqamaddin
El sultán Hashim Jalilul Alam Aqamaddin fue el 25º sultán de Brunéi. 
Gobernó Brunéi desde 1885 a 1906. Era hijo del sultán Omar Ali Saifuddin II. Antes de convertirse en sultán fue uno de los cuatro Wazirs en Brunéi, y era conocido como Pengiran Temenggong Anak Hashim. Actuó en calidad de regente cuando el sultán Abdul Momin envejeció.